# 江崎幸太郎
江崎 幸太郎（えさき こうたろう、1876年5月18日 - 1923年2月24日）は、日本の政治家。衆議院議員（1期）。

## 経歴
福岡県出身。1895年、東京専門学校政治科卒。福岡県会議員、同参事会員、福岡県地方森林会議員となる。
1920年の第14回衆議院議員総選挙において福岡14区から立憲政友会公認で立候補して当選する。衆議院議員を1期務め、1923年、在職中に死去した。